# Eugène Bossard
Théodore-Eugène Bossard (Saint-Christophe-du-Bois, Maine y Loira, 13 de octubre de 1853-22 de abril de 1905) más conocido como el Abad Eugène Bossard, fue un historiador francés especializado en la historiografía regional bretona. Es conocido sobre todo por su estudio sobre el asesino en serie medieval Gilles de Rais (1404-1440) y su vinculación con Barba Azul, el cuento de Charles Perrault.
En 1878 se ordenó sacerdote y en 1880 se graduó de licenciado en Letras en la escuela de altos estudios Saint-Aubin de Angers. En 1885 se doctoró en Letras en Poitiers. Su tesis doctoral fue un estudio sobre el mariscal Gilles de Rais, lugarteniente de Juana de Arco en la Guerra de los Cien Años, que fue condenado por asesinar infantes. La tesis de Bossard es que la narrativa popular sobre este homicida histórico es la base a partir de la cual Perrault elaboró su cuento Barba Azul. Bossard también fue profesor de filosofía en la Universidad de Angers y conocido en su tiempo como polemista contra el anticlericalismo republicano y defensor de la monarquía borbona.

## Obra
- Le Parlement de Bretagne et la royauté, 1765-1769. Procès La Chalotais. Rapport au Congrès de l'Association bretonne, Paris, V. Palmé, 1882, VII-109

- Gilles de Rais, maréchal de France, dit "Barbe Bleu" 1886. Reediciones (amputación de la edición crítica del juicio en latín, establecido por el cartista René de Maulde) : Grenoble, ed. Jérôme Millon, postfacio de François Angelier, 1992 y 1997, 336 p. ISBN 2-905614-72-2

- L'Abbé Edmond Harry 1886.

- Cathalineau, généralissime de la Grande Armé Catholique et Royale, 13 mars, 14 juillet 1793. Réponse à Monsieur Célestin Port 1893.

- Une crise de l'Eglise de France 1895.